# Ilie Savu
Ilie Savu (Cornățelu, 9 januari 1920 - Boekarest, 16 november 2010) was een Roemeens voetballer en trainer. Hij was de eerste doelman ooit van Steaua Boekarest.
Savu speelde van 1934 tot 1936 voor Prahova Ploiești, van 1937 tot 1942 voor Venus Boekarest, van 1943 tot 1947 voor Corvinul Deva en van 1947 tot 1950 voor Steaua Boekarest.
In 1956 werd hij trainer van Steaua Boekarest; in dat seizoen won hij met het team het kampioenschap. Vervolgens trainde hij Corvinul Deva, waarmee hij promoveerde naar Liga 1. In 1965 keerde hij terug naar Steaua maar hij verliet de club na twee jaar.
Savu overleed op 16 november 2010 in een ziekenhuis in Boekarest aan de gevolgen van een leveraandoening.